# 青木和雄の土曜がいちばん!
『青木和雄の土曜がいちばん!』（あおきかずおのどようがいちばん）はラジオ大阪で2010年4月10日から2015年3月28日まで放送されたラジオ番組である。放送は毎週土曜日の夕方15:05〜17:00（JST）。

## 概要
パーソナリティは元毎日放送アナウンサーの青木和雄。青木の冠番組であり、青木がMBSを退社後、MBS以外の在阪ラジオ局で初のレギュラー番組でもある。コンセプトは大阪で1番おもろい番組を作りたい。大阪が元気になる番組にしたい。大人が、元気になる番組にしたい。キャッチコピーは「土曜の午後は青木和雄とともに過ごしましょう。」

## タイムテーブル
- 15:05 オープニング
- 15:22 ラジオでツイート!青ちゃんの話題の宅急便
  - 1週間で起きた各地のニュースや話題の中から、ちょっと気になるネタをピックアップ。
- 15:33 思い出の映画音楽
- 16:00 産経新聞ニュース、天気予報、交通情報
- 16:09 スポーツあらかると
  - 日本のプロ野球、メジャーリーグ、ゴルフやサッカー、大相撲の話題を盛り沢山を内容で送る。
- 16:14 青春メモリアル!あの歌をもう一度
- 16:33 アロハ気分で土曜はウキウキ！
  - ハワイが大好きな青木が得意のウクレレを片手に、アロハの心で癒しの話題や自慢の歌声を送る。
- 16:57 エンディング